# Tenebræ Responsoria
Vous lisez un « bon article » labellisé en 2013.
Les Tenebræ Responsoria (ou Responsoria et alia ad Officium Hebdomadæ Sanctæ spectantia selon leur titre original, en français Répons des Ténèbres) forment un recueil de trois répons, regroupant vingt-sept motets à six voix, un psaume et un cantique composés par Carlo Gesualdo et publiés sous sa direction en 1611, par Giovanni Giacomo Carlino, dans son château de Gesualdo.
Chef-d'œuvre de la musique sacrée du compositeur dans sa dernière période créatrice mais peu diffusé, moins commenté que les cinquième et sixième livre de madrigaux parus la même année, cet ouvrage réalise une synthèse entre les techniques polyphoniques exigeantes de la Renaissance et les conceptions personnelles de Gesualdo, s'attachant à exprimer musicalement la Passion du Christ. Ainsi l'écriture en contrepoint rigoureux, propre aux cérémonies religieuses, présente des modulations harmoniques et chromatiques audacieuses.
Cependant, ces audaces caractéristiques du langage musical de Gesualdo allaient à l'encontre des principes édictés lors du Concile de Trente. Elles ne correspondaient plus au goût de son époque, marquée par l'avènement de la musique baroque où s'illustrait déjà Monteverdi. L'ensemble de la musique religieuse du compositeur reste donc largement ignoré du XVIIe siècle au XXe siècle.
La redécouverte de la partition complète des Tenebræ Responsoria, à Naples dans les années 1950, et son édition moderne par Wilhelm Weismann et Glenn Watkins ont suscité un grand intérêt auprès des ensembles vocaux professionnels, des musicologues et du public. De nombreux compositeurs contemporains s'en sont inspirés pour leurs propres œuvres, ou ont rendu hommage au caractère poignant, mélancolique et « ténébreux » de ce vaste cycle vocal.

## Contexte

### Cérémonie
En Italie, au début du XVIIe siècle, Pâques est « la fête des fêtes pour le christianisme (festum festorum) », et la Semaine sainte qui précède occupe une position « de premier plan quant au nombre, à l'importance et à l'ancienneté des rites ». Le cycle des répons était chanté pendant l'Office des Ténèbres, la nuit du Triduum sacrum, c'est-à-dire les Jeudi (Feria quinta), Vendredi (Feria sexta) et Samedi (Sabbato sancto). Le plus souvent, à l'époque de Gesualdo, la cérémonie en était décalée la veille au soir, à la tombée de la nuit. Durant la cérémonie, quinze cierges disposés sur un chandelier triangulaire (la saetta, ou hericia) étaient éteints l'un après l'autre, à la fin de chaque psaume, jusqu'à ce que l'église soit plongée dans une obscurité totale. À la fin des deux premières matines, seul un cierge restait allumé, représentant « le corps du Sauveur » : après le Benedictus, « on le cachait, sans l'éteindre, derrière l'autel car, après sa mort, le Christ ressuscitait au troisième jour, glorieux et immortel ». L'office des ténèbres est tout entier articulé autour du nombre 3, symbole de la Trinité.

### Prières et musique
Les trois cérémonies font se succéder trois nocturnes, tous composés de trois psaumes suivis de trois leçons, chacune étant précédée de son répons, que Denis Morrier présente comme « une sorte d'enluminure musicale ». Les textes des vingt-sept répons suivent une coupe binaire : à un répons de nature dramatique, descriptive ou anecdotique, s'oppose un verset qui en reprend le contenu sous une forme plus élevée, morale ou spirituelle. L'ensemble des motets offre une méditation extrêmement sombre sur la Passion du Christ :
| Sabbato Sancto I.1 Responsorium : Sicut ovis ad occisionem ductus est, Et dum male tractaretur, non aperuit os suum : Traditus est ad mortem ut vivificaret populum suum. Versus : Tradidit in mortem animam suam, Et inter sceleratos reputatus est. | Samedi Saint I.1 Répons : Il a été conduit vers son meurtre comme un agneau, Et tandis qu'il était maltraité, il n'a point ouvert la bouche : Il a été livré à la mort pour rendre la vie à son peuple. Verset : Il a abandonné son âme à la mort, Et a été compté au nombre des scélérats. |

À l'issue du troisième et dernier nocturne, les laudes étaient enchaînées. Gesualdo a composé ainsi un Benedictus et un Miserere, « psaume de contrition par excellence » selon Denis Morrier, tous deux intégrés au recueil publié. Si l'on s'en tient strictement au cadre liturgique pour lequel ils furent composés, il n'apparaît pas que l'ensemble des répons était destiné à présenter un enchaînement continu de musique vocale, mais des séquences s'intégrant au sein de la lecture ou de la récitation des textes sacrés, ce qui tempère un peu leur intensité dramatique.

### Rhétorique et poétique
Le texte complet des répons retrace les derniers moments de la vie de Jésus, depuis la trahison de Judas lors de la nuit au mont des Oliviers, jusqu'à la crucifixion. Les leçons des nocturnes sont extraites des lamentations de Jérémie, mais le motet Tristis est anima mea est inspiré de l'Évangile selon Matthieu, par exemple :
| Feria Quinta I.2 Responsorium : « Tristis est anima mea usque ad mortem, Sustinete hic et vigilate mecum. Nunc videbitis turbam, quæ circumdabit me. Vos fugam capietis, Et ego vadam immolari pro vobis. » Versus : « Ecce appropinquat hora, et Filius Hominis Tradetur in manus peccatorum. » | Jeudi Saint I.2 Répons : « Mon âme est triste jusqu'à la mort, Demeurez ici et veillez avec moi. Alors vous verrez la foule qui viendra me prendre. Vous prendrez la fuite, Et je m'en irai me faire immoler pour vous. » Verset : « Voici, l'heure approche, et le Fils de l'Homme Sera remis entre les mains des pécheurs. » |

Cependant, les répons dépassent toujours la simple narration des faits, des supplices et de la mise à mort du Christ. Chacun est appelé à prendre le temps pour s'interroger en conscience sur le sacrifice divin, au-delà des circonstances de toute cérémonie officielle. Le répons O vos omnes, très bref, insiste sur ce point :
| Sabbato Sancto II.2 Responsorium : « O vos omnes Qui transitis per viam, Attendite, et videte Si est dolor similis sicut dolor meus. » Versus : « Attendite, universi populi Et videte dolorem meum. » | Samedi Saint II.2 Répons : « O vous tous Qui allez votre chemin, Soyez attentifs, et voyez S'il est une souffrance comparable à la mienne. » Verset : « Soyez attentifs, peuples du monde entier, Et contemplez ma souffrance. » |

Le texte des motets abonde en images pastorales visant à opposer à la figure du Christ, « innocent comme l'agneau » et soumis à la flagellation, au couronnement d'épines et au portement de la croix, la trahison et l'abandon par ses disciples, le reniement de Pierre, la brutalité des bourreaux et l'indifférence de la foule. Le motet Plange quasi virgo invite à la compassion, et à la mortification :
| Sabbato Sancto I.3 Responsorium : « Plange quasi virgo, plebs mea. Ululate pastores, in cinere et cilicio, Quia veniet Dies Domini Magna Et amara valde. » Versus : « Accingite vos, sacerdotes, et plangite, Ministri altaris, aspergite vos cinere. » | Samedi Saint I.3 Répons : « Pleure comme une jeune fille, mon peuple. Gémissez, pasteurs sous le cilice et la cendre, Car il viendra, le Grand Jour du Seigneur Qui sera plein d'amertume. » Verset : « Préparez-vous, prêtres, et pleurez, Serviteurs de l'autel, couvrez-vous de cendre. » |

## Textes

### Répons et versets

#### Répons du Jeudi Saint
(Feria Quinta. In Cœna Domini) 
Nocturnus I
1. In monte oliveti oravit ad Patrem (« Au mont des oliviers, il pria le Père[4] ») ;
2. Tristis est anima mea usque ad mortem (« Mon âme est triste à en mourir[5] ») ;
3. Ecce vidimus eum non habentem speciem (« Nous l'avons vu sans éclat ni beauté[6] ») ;

Nocturnus II
1. Amicus meus osculi me tradidit signo (« Mon ami m'a trahi par la marque d'un baiser[7] ») ;
2. Judas mercator pessimus osculo petiit Dominum (« Judas, le pire des marchands, s'approcha du Seigneur avec un baiser[8] ») ;
3. Unus ex discipulis meis tradet me hodie (« L'un de mes disciples me trahira aujourd'hui[9] ») ;

Nocturnus III
1. Eram quasi agnus innocens (« J'étais comme un agneau innocent[10] ») ;
2. Una hora non potuistis vigilare mecum (« Vous n'avez pu attendre une heure avec moi[11] ») ;
3. Seniores populi consilium fecerunt (« Les Anciens du peuple tinrent conseil[12] »).

#### Répons du Vendredi Saint
(Feria Sexta. In Parasceve)
Nocturnus I

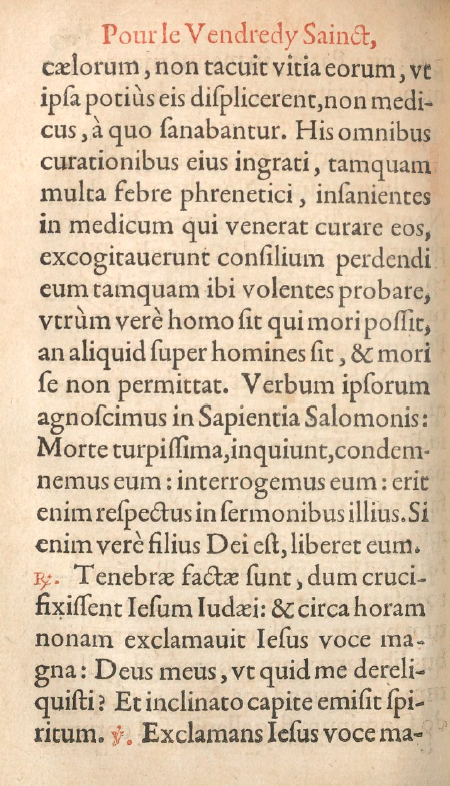
Répons dans L'Office de la Semaine sainte.

1. Omnes amici mei dereliquerunt me (« Tous mes amis m'ont abandonné[13] ») ;
2. Velum templi scissum est (« Le voile du temple s'est déchiré[14] ») ;
3. Vinea mea electa, ego te plantavi (« Vigne que je me suis choisie, je t'ai plantée moi-même[15] ») ;

Nocturnus II
1. Tanquam ad latronem existis cum gladiis et fustibus (« Comme après un voleur, vous êtes venus avec des glaives et des bâtons[16] ») ;
2. Tenebræ factæ sunt, dum crucifixissent Jesum Judæi (« Les ténèbres se firent lorsque les Juifs crucifièrent Jésus[17] ») ;
3. Animam meam dilectam tradidi in manus iniquorum (« J'ai livré ma chère âme aux mains de mes ennemis[18] ») ;

Nocturnus III
1. Traditerunt me in manus impiorum (« Ils m'ont livré aux mains des impies[19] ») ;
2. Jesum tradidit impius summis principibus sacerdotum, et senioribus populi (« L'impie livra Jésus au grand prêtre et aux anciens du peuple[20] ») ;
3. Caligaverunt oculi mei a fletu meo (« Mes yeux se sont obscurcis à force de larmes[21] »).

#### Répons du Samedi Saint
(Sabato Sancto)
Nocturnus I
1. Sicut ovis ad occisionem ductus est (« Comme une brebis, il fut mené à la mort[22] ») ;
2. Jerusalem, surge (« Lève-toi, Jérusalem[23] ») ;
3. Plange quasi virgo, plebs mea (« Pleure, mon peuple, comme une jeune femme[24] ») ;

Nocturnus II
1. Recessit Pastor noster, fons aquae vivae (« Notre pasteur a disparu, fontaine d'eau vive[25] ») ;
2. O vos omnes qui transitis per viam (« Ô vous tous qui passez par ici[26] ») ;
3. Ecce quomodo moritur justus (« Voici comment meurt un juste[27] ») ;

Nocturnus III
1. Astiterunt reges terræ (« Les rois de la terre se sont dressés[28] ») ;
2. Æstimatus sum cum descendentibus in lacum (« Je suis regardé comme un de ceux qui descendent dans la fosse[29] ») ;
3. Sepulto Domino signatum est monumentum (« Le Seigneur ayant été mis au tombeau[30] »).

Benedictus (« Béni soit le Seigneur ») (cantique de Zacharie).
Miserere mei Deus (« Aie pitié de moi, mon Dieu ») (psaume 50).

### Une forme à l'apogée de sa popularité
Les Répons des Ténèbres ont été mis en musique assez fréquemment et par de nombreux musiciens, sous l'influence de la Contre-Réforme, entre 1550 et 1650. L'un des plus remarquables est celui de Tomás Luis de Victoria, l'Officium Hebdomadæ Sanctæ de 1585 en dix-huit répons, considéré comme un chef-d'œuvre du genre : « Sous la simplicité des courbes mélodiques, la rigueur des harmonies et du contrepoint, se devinait un mysticisme profond donnant à ces compositions un caractère lyrique "romantique" avant la lettre ». 
En Italie, les Responsoria de Marc'Antonio Ingegneri (1588), Scipione Dentice (1593) et Pomponio Nenna (1603) s'étaient imposés comme des modèles, appréciés des musiciens comme des communautés religieuses pour la célébration liturgique.

### L'influence de la Contre-Réforme

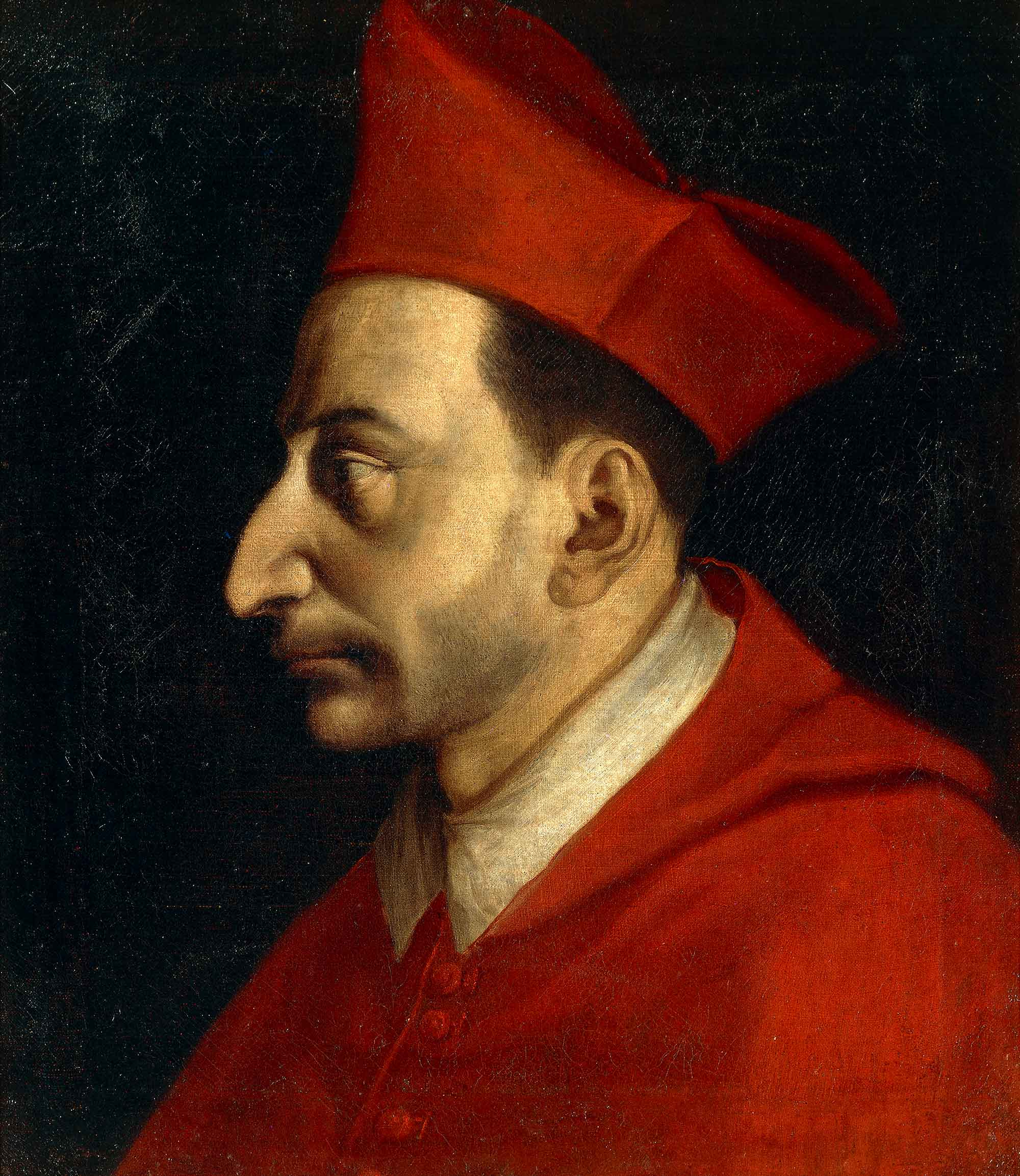
Le cardinal Charles Borromée, figure centrale de la Réforme catholique au XVIe siècle, et parrain de Gesualdo. Tableau d'Ambrogio Figino.
Pinacothèque Ambrosienne, Milan.

Le Concile de Trente (1545-1563), point de départ de la Contre-Réforme sur les plans historique et religieux, avait été suivi de nombreuses autres assemblées du Clergé, visant à en assurer l'application des dogmes récemment établis.
Nul autre que l'oncle du compositeur, l'archevêque de Milan et futur saint Charles Borromée, s'était intéressé de près aux questions musicales liées aux débats théologiques du concile de Trente. En 1565, il convoqua le premier concile provincial de Milan, pour en réaffirmer les décrets, qui furent appliqués avec plus ou moins de rigueur par les compositeurs de musique sacrée. L'ensemble le plus important de messes composées strictement selon ces nouveaux principes est le recueil des Missæ Boromeæ de Vincenzo Ruffo (1592), intitulées ainsi en hommage au puissant cardinal.
Parmi les exigences visant à « bannir toute influence profane, directe ou indirecte », il faut citer les suivantes :
1. Simplicité de la réalisation musicale,
2. Intelligibilité des textes sacrés,
3. Absence d'artifices, de virtuosité, de chromatismes.

Ce dernier point, essentiel pour la compréhension du langage musical de Gesualdo, s'exprimait ainsi : « Dans les offices divins, pas de chants profanes ; dans les chants sacrés, pas de molles inflexions » (« In divinis officiis, nec profana cantica ; nec in sacris canticis molles inflexiones »). L'adjectif mou était souvent employé dans la théorie musicale pour désigner les chromatismes, notamment par Gioseffo Zarlino qui qualifiait le genre chromatique de « mou, lascif, efféminé ».
Denis Arnold considère que l'« atmosphère » des Tenebræ Responsoria est « singulièrement caractéristique de la Contre-Réforme, et il est significatif que le seul autre cycle de nature comparable soit Les Larmes de saint Pierre, écrit par un autre musicien « dépressif », Roland de Lassus ».

## Composition

### Profane et religieux: des madrigaux auxSacræ Cantiones

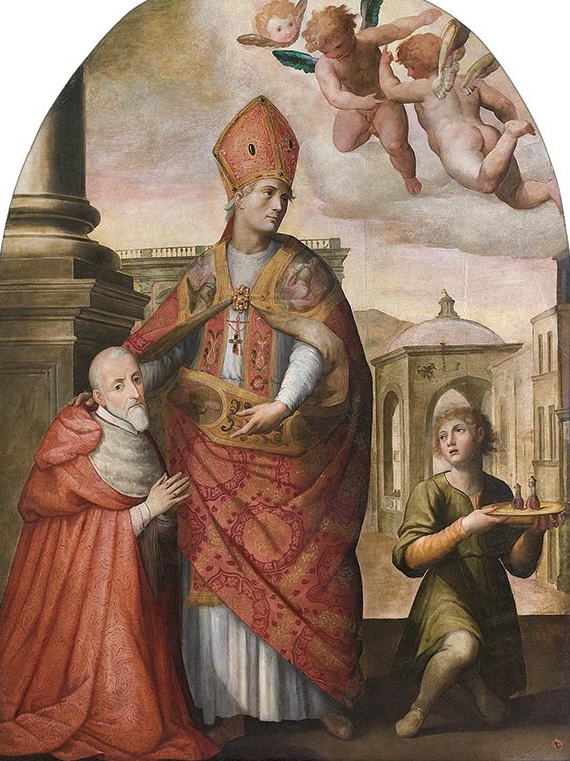
Le cardinal Alfonso Gesualdo, oncle du prince compositeur. Tableau de Giovanni Balducci.
Cathédrale Notre-Dame-de-l'Assomption, Naples.

Après la publication, en 1603, des deux recueils de Sacræ Cantiones (chants sacrés) à cinq, six et sept voix, les Tenebræ Responsoria sont le témoignage éloquent de la nature profondément religieuse, voire mystique, du compositeur.
La réputation de Gesualdo était alors fondée uniquement sur ses quatre premiers livres de madrigaux qui, avec les deux derniers (également publiés en 1611), le désignent encore à l'attention des auditeurs contemporains. Le style complexe des madrigaux, formellement abstrait mais d'une grande force expressive, est assurément « profane ». On pouvait donc s'étonner ou s'interroger sur la présence même d'ouvrages religieux dans le catalogue de ses œuvres.

Il faut ajouter que, contrairement à la grande majorité des compositeurs de son époque, Gesualdo n'avait pas à répondre à une commande extérieure pour des raisons financières. Comme il n'existe aucun témoignage d'une demande émanant des plus hauts membres du clergé à Rome, où Gesualdo comptait pourtant de nombreux parents et relations, les Tenebræ Responsoria apparaissent comme le résultat d'un acte créateur presque « gratuit ».

### Opus ultimum: une entreprise éditoriale originale
L'intégralité des répons est mise en musique, ce qui représente l'équivalent de deux grands livres de madrigaux, la durée d'exécution dépassant les deux heures. Gesualdo, si difficile dans le choix des poèmes profanes sur lesquels il composait, s'est emparé du texte des répons et s'attache, dans leur représentation musicale, à l'expression des éléments affectifs (lamentation, violence, résignation) avec une attention minutieuse.
D'autre part, cet engagement personnel lui donne une certaine liberté d'action : Gesualdo ne semble pas plus se soucier du jugement d'un quelconque critique musical envers ses Tenebræ Responsoria que pour les madrigaux les plus « extrêmes » de son sixième livre de madrigaux. Il ne compose pas pour plaire au Vatican, ou pour l'ordonnance d'une cérémonie, mais pour lui-même. Ce dernier aspect de la composition mérite d'être signalé. À de nombreux égards, il semble que le compositeur, dans un acte de contrition ou de mortification, en était venu à s'identifier avec la figure du Christ.

### Effectif vocal
Les répons de Victoria (Officium Hebdomadæ Sanctæ) et d'Ingegneri étaient composés à quatre voix, correspondant à la disposition naturelle des chœurs (soprano, alto, ténor, basse). Ceux de Pomponio Nenna sont composés à quatre et cinq voix, ce qui correspond à la disposition des voix dans le domaine du madrigal pratiqué par l'ensemble des compositeurs de la Renaissance. À cette époque, le motet et le madrigal étaient devenus, du point de vue musical, deux genres aux caractéristiques d'écriture proches. Leur souplesse formelle laissait une certaine liberté aux créateurs.
Gesualdo avait composé son premier livre de Sacræ Cantiones à cinq voix. Cependant, le second livre, publié la même année (1603), faisait appel à un ensemble étendu à six voix (et jusqu'à sept voix pour le motet Illumina nos), formation reprise pour les Tenebræ Responsoria. Ainsi, le compositeur se distingue de ses contemporains par le choix d'une écriture renouant avec la tradition polyphonique complexe, en refusant également l'accompagnement d'une basse d'orgue sous les figures en contrepoint des voix, comme le propose Nenna.
Les motets sont donc composés pour superius (ou cantus, qui correspond à la voix supérieure, tenue dans les interprétations modernes par un soprano), altus (mezzo-soprano ou contralto), tenor (correspondant au ténor moderne), bassus (basse), quintus et sextus (aussi nommés quinta pars et sexta pars). Ces deux dernières parties ne correspondent pas à une tessiture précise et figée, mais peuvent être chantées par un deuxième soprano et un deuxième alto ou un deuxième ténor selon les pièces.
Les Tenebræ Responsoria ont fait l'objet d'interprétations très variées. Il est possible pour des chanteurs masculins de tenir les parties de superius et de quintus, conformément à la pratique en usage au Vatican depuis le pontificat de Sylvestre Ier (314-335). Certains enregistrements favorisent également une réalisation par des chanteurs solistes, mais il est naturellement possible de confier chaque partie à deux ou trois chanteurs dans un ensemble choral plus étendu.

## Analyse musicale

### Madrigalismes
Dans ses Tenebræ responsoria, Gesualdo exploite une vaste palette de techniques conceptuelles et abstraites, que n'auraient pas reniées des auteurs comme Roland de Lassus, mais que le prince compositeur avait assez peu exploitées dans ses madrigaux. Au début du motet O vos omnes, la demande adressée au peuple « d'attendre et de voir » (« Attendite et videte ») est remarquable par ses retards harmoniques. Dans le verset, Gesualdo reprend cette demande pour tous les peuples (« Universi populi »), et le traduit musicalement par des arabesques circulant entre les parties vocales.
Dans cet exemple, en quelques mesures, trois procédés peuvent être mis en évidence : harmonies volontairement retardées entre les quatre voix appelant à « attendre », courbes évoquant l'Universalité catholique et résolution liée à la « vision » du Christ. La partition pose ce dernier mot « Videte » (« voyez ») sur deux rondes comme deux yeux ouverts — élégance d'écriture, et illustration magistrale de concepts religieux en termes musicaux.
Le discours musical, généralement serein, tenu en valeurs longues et reposant sur une technique très assurée, est souvent troublé par des jeux de contrastes poétiques, dans une esthétique finalement assez proche du langage des madrigaux du même compositeur. Le motet Tristis est anima mea offre ainsi une succession de mouvements opposés, fugitifs et modérés :
Après cette évocation de la fuite des disciples, « précipitée et rapidement coupée par une cassure rythmique », l'offrande de l'âme et du corps du Christ est « illustrée par l'un des passages chromatiques les plus sensibles et passionnés du cycle entier », la ligne de chant  (« Et je m'en irai, me sacrifiant pour vous ») évoluant sur une succession de seconde mineure suivie d'une tierce mineure (sol , sol , mi puis do , do , la) :
Selon Denis Morrier, « ces effets rhétoriques sont dénués de toute emphase. Ils s'imposent avec une véritable évidence intérieure ».

### Modes et modulations
Le langage musical de Gesualdo est essentiellement modal, dans la tradition de la musique ecclésiastique, ce qui n'empêche pas le compositeur d'employer des modulations audacieuses, lorsque l'expression le justifie. Ainsi dans Jerusalem Surge, après quelques mesures hésitant chromatiquement entre la mineur et la majeur, l'évocation du Christ martyrisé (« Car c'est en toi que fut mis à mort le Sauveur d'Israël ») se traduit par des accords ascendants, très éloignés les uns des autres d'un point de vue tonal :
Sur le seul mot « occisus », et sur un fa tenu en valeurs longues par le ténor, un renversement de l'accord parfait de fa dièse majeur se fond dans celui de si mineur aux trois voix supérieures, puis do dièse mineur, rehaussé encore d'un ton entier vers ré pour aboutir à « Salvator », en mode de mi mineur dorien. Le sentiment d'instabilité que ressent l'auditeur peut se traduire visuellement par les grands écarts parcourus en seulement deux mesures sur le cycle des quintes :

De telles échappées devaient encore surprendre les musicologues lorsqu'ils en trouveraient de semblables, dans des œuvres pour piano ou orchestre de Franck, Fauré ou Debussy — à la fin du XIXe siècle,.

### Tensions harmoniques
La forme musicale en « répons — verset — reprise du répons » impose au compositeur des répétitions de sections étendues. Ce procédé tendait à devenir archaïque au début du XVIIe siècle, mais se trouvait encore employé dans les madrigaux du sixième livre, pour des sections de quelques mesures. Gesualdo relève le défi de prolonger cette technique d'écriture exigeante, dans ses Tenebræ Responsoria, en maintenant une tension quasi constante entre les lignes vocales. L'ensemble acquiert une remarquable élévation, tour à tour méditative et affligée :

### Dissonances
Les audaces harmoniques et chromatiques sont remarquablement nombreuses dans les Tenebræ Responsoria. Selon Catherine Deutsch, « placées dans un contexte à l'atmosphère plus introspective et méditative que les derniers recueils de madrigaux, elles acquièrent une nouvelle intensité dramatique et expressive ».
À titre d'exemple, le répons Plange quasi virgo évolue entre deux pôles de tonalités assez distantes, mi majeur (l'accord initial étant si majeur) et ut majeur. Il s'achève en mi majeur, non sans présenter d'abord deux accords dissonants de septième majeure (fa sous mi, puis do sous si) et un intervalle de neuvième en transition (la sous si) :

## Postérité
Ne serait-ce que par leur nombre et leur étendue, les Tenebræ Responsoria de Gesualdo représentent un sommet de l'art polyphonique de la fin de la Renaissance italienne. Cependant, imprimés à titre presque « privé » par le prince de Venosa, dans son propre palais, deux ans seulement avant sa mort, ils semblent avoir été peu diffusés en Italie.

### Un chef-d'œuvre isolé

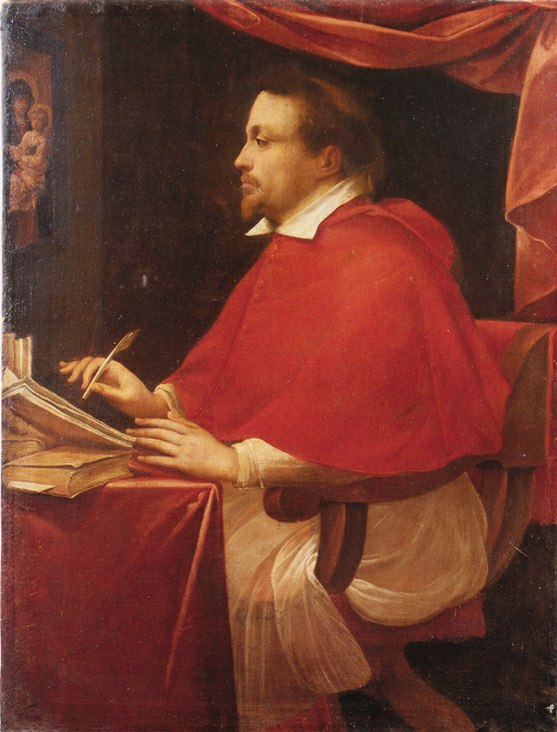
Le cardinal Federico Borromeo, cousin de Gesualdo. Tableau de Giulio Cesare Procaccini.
Musée diocésain, Milan.

On ignore l'appréciation que les Tenebræ Responsoria ont rencontré à l'époque de leur publication. Pour en juger, il suffit de constater qu'à la différence des madrigaux, ils ne connurent aucune réédition en Italie au XVIIe siècle. L'unique exemplaire complet de l'édition originale des répons est conservé dans la bibliothèque des prêtres oratoriens de Naples. C'est sur la base de cette copie que l'édition moderne a été entreprise par Wilhelm Weismann et Glenn Watkins, à partir de 1957. Cette découverte allait de pair avec une réévaluation de l'œuvre de Gesualdo dans son ensemble, notamment grâce aux différents hommages rendus par Stravinsky.
En 1611, le répertoire de la musique religieuse avait changé de forme, ou était appelé à changer. L'année précédente, Claudio Monteverdi faisait paraître à Venise ses magnifiques Vespro della Beata Vergine (Vêpres de la Vierge), véritable « somme » de l'art polyphonique, mettant en jeu toutes les techniques musicales modernes : mariage des instruments et des voix, chant soliste, en duo, en trio, chœurs, emploi de la basse continue, concert à plusieurs ensembles avec orgue, etc. Cet autre chef-d'œuvre met un terme à la musique de la Renaissance, ouvrant les portes de l'ère baroque.

En regard des Vêpres de Monteverdi, les Responsoria de Gesualdo apparaissent comme une œuvre un peu ambiguë, répondant à une double exigence : conception visionnaire de l'expression des passions par la musique, et attachement viscéral au langage polyphonique porté à un point d'incandescence crépusculaire. Le musicologue Hubert Meister y voit cependant un « nouvel esprit dans une forme traditionnelle ».

### Une approche personnelle de la Passion du Christ

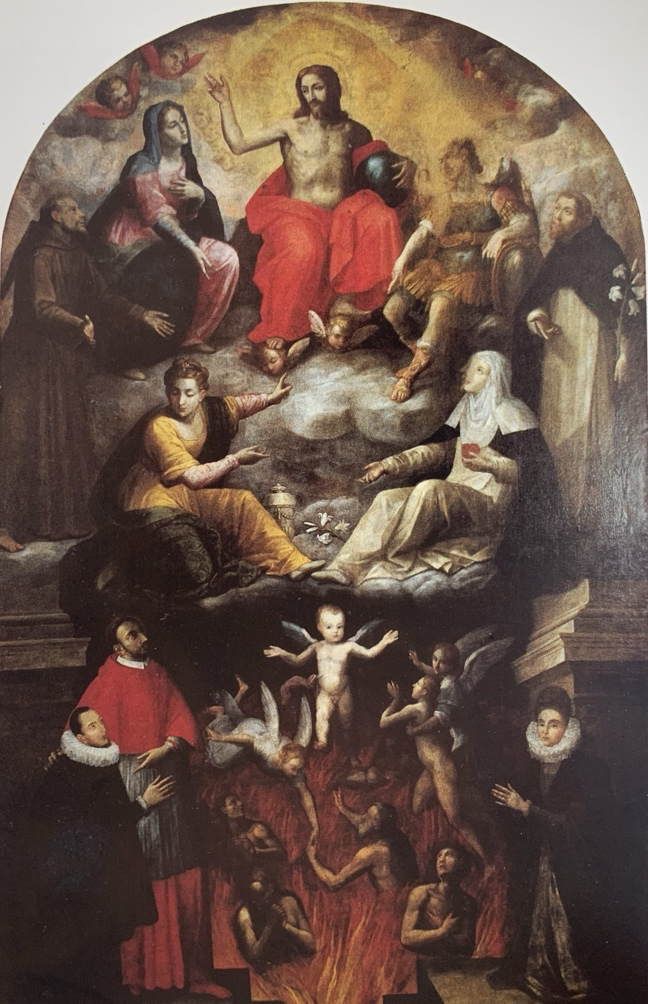
Il Perdono di Gesualdo de Giovanni Balducci, restauré dans sa situation actuelle à Gesualdo.

Les subtilités du langage musical de Gesualdo en matière d' harmonie et de contrepoint, l'emploi de dissonances expressives et de chromatismes, l'utilisation très consciente de madrigalismes et de nombres symboliques dans ses pièces religieuses, « un tel réseau de codes enfin […] ouvrent la voie vers une interprétation plus intensive, plus personnelle, du message de la Passion », à mi-chemin entre la liturgie et le multimédia, selon Glenn Watkins : « Il est clair que ce texte et cette musique devaient avoir été composés pour être chantés en un lieu marqué par deux commandes extrêmement personnelles : l'église de Santa Maria delle Grazie dans le domaine de l'architecture, et le Perdono di Gesualdo dans le domaine de la peinture ».

### Une référence contemporaine
Le potentiel de fascination associé au mot « ténèbres », intimement lié à la réputation du compositeur meurtrier, explique certainement pourquoi les hommages rendus à Gesualdo par des compositeurs du XXe siècle se sont concentrés autour de cette œuvre récemment redécouverte. Dans The Gesualdo Hex (« Le sortilège de Gesualdo ») publié en 2010, le musicologue américain Glenn Watkins dresse une liste d'œuvres de musique contemporaine (plus de quatre-vingt partitions), adaptées ou inspirées par sa musique religieuse et profane, parmi lesquelles on peut citer :
- Tenebræ Super Gesualdo de Peter Maxwell Davies (1972), pour mezzo-soprano et ensemble instrumental (flûte alto, clarinette basse, violon, alto, violoncelle, glockenspiel, guitare, clavecin, marimba et célesta), d'après le motet O vos Omnes,
- Tenebre de Scott Glasgow (1997), pour orchestre à cordes,
- Carlo de Brett Dean (1997), pour orchestre à cordes et bande magnétique[38],
- In iij noct. (ou In tertiam noctem, « Dans la troisième nuit »), 3e quatuor à cordes de Georg Friedrich Haas (2001)[39], où le compositeur autrichien demande aux instrumentistes de s'accorder selon le système chromatique en usage à la cour de Ferrare, et cite le motet Eram quasi agnus innocens,
- Vigilia de Wolfgang Rihm (2006)[40], à six voix et ensemble instrumental,
- Tenebræ de John Pickard (2008)[41].

D'autre part, d'importantes citations des Tenebræ Responsoria se trouvent dans l'opéra Gesualdo de Marc-André Dalbavie (2010), chantées par un ensemble de solistes sur la scène, entourant le personnage du compositeur accablé — notamment la fin du répons Tristis est anima mea, « Et ego vadam… »

### Partition
- Carlo Gesualdo, Responsoria et alia ad Officium Hebdomadæ Sanctæ spectantia, Giovanni Giacomo Carlino (Ioannes Iacobus Carlinus), 1611.
- (de) Glenn Watkins et Wilhelm Weismann, Responsoria et alia ad Officium Hebdomadæ Sanctæ spectantia in Carlo Gesualdo, Sämtliche Werke. Band 7, Hambourg, Deutscher Verlag für Musik, 1959

### Ouvrages généraux
- Anonyme, L'office de la Semaine sainte, selon le missel et bréviaire romain, Paris, Eustache Foucault, 1627, 270 folios, in-8 (BNF 36824386, lire en ligne).
- André Boucourechliev, Debussy, la révolution subtile, Paris, Fayard, coll. « les chemins de la musique », 1998 (ISBN 978-2-213-60030-7).
- Adrien de La Fage, Essais de diphthérographie musicale, ou Notices, descriptions, analyses, extraits et reproductions de manuscrits relatifs à la pratique, à la théorie et à l'histoire de la musique, Paris, Legouix, 1864, 568 p., in-8 (BNF 30712882, lire en ligne).
- Albert Lavignac et Lionel de La Laurencie, Encyclopédie de la musique et dictionnaire du conservatoire : Antiquité, Moyen-âge, t. 1, Paris, Delagrave, 1921, 610 p. (BNF 37126046, lire en ligne).
- Edward Lockspeiser et Harry Halbreich, Debussy : Sa vie et sa pensée, analyse de l'œuvre, Paris, Fayard, 1980 (ISBN 2-213-00921-X).
- Paul Pittion, La musique et son histoire : tome I — des Origines à Beethoven, Paris, éditions ouvrières, 1960.
- Nicholas Wiseman, Cérémonies de la Semaine Sainte, dans leurs rapports avec les arts, Bruxelles, Vandereydt, 1853, 34 p. (BNF 31659533, lire en ligne).

### Monographies
- Denis Arnold (trad. Denis Collins), Gesualdo, Arles, Actes Sud, 1987, 81 p. (ISBN 2-86869-201-X).
- Catherine Deutsch, Carlo Gesualdo, Paris, Bleu nuit éditeur, coll. « Horizons », 2010, 176 p. (ISBN 978-2-35884-012-5).
- (en) Cecil Gray et Philip Heseltine, Carlo Gesualdo : musician and murderer, Londres, Trubner & Co., 1926 (réed.2012), 145 p. (ISBN 978-1-275-49010-9)
- Denis Morrier, Carlo Gesualdo, Paris, Fayard, 2003, 120 p. (ISBN 2-213-61464-4).
- (en) Glenn Watkins, The Gesualdo Hex, 2010, 384 p. (ISBN 978-0-393-07102-3).

### Articles
- Yvonne Rokseth, « La liturgie de la Passion vers la fin du Xe siècle », Revue de musicologie,‎ janvier 1949 (lire en ligne).
- Nicolas Schalz, « Du sacré à l'esthétique ? », La Maison-Dieu, cahiers de pastorale liturgique, Éditions du Cerf, no 131,‎ 1977, p. 63-95 (lire en ligne).
- (en) Denis Stevens, « Gesualdo in a New Light », The Musical Times, vol. 103, no 1431,‎ mai 1962, p. 332-333 (JSTOR 948822).
- Julien Tiersot, « Critique des Istituzioni e Monumenti dell'arte musicale italiana », Revue de musicologie,‎ 1er février 1935, p. 115-117 (lire en ligne).
- (en) Zhuqing Hu, « Towards modal coherence : mode and chromaticism in Carlo Gesualdo's two settings of O vos omnes », Early Music, Oxford University Press, vol. 43, no 1,‎ février 2015, p. 63-78 (ISSN 0306-1078, OCLC 8871009217, JSTOR 24750809).